# タオタオ絵本館
『タオタオ絵本館』（タオタオえほんかん）は、テレビ大阪製作・テレビ東京系列などで放送されたアニメ。正式な題名は『タオタオ絵本館 世界動物ばなし』である。放送は第1期と第2期に分けられる。
中原収一を中心とした日本のシュンマオ制作委員会、中国の中国天津市工芸美術設計院、西ドイツのアポロフィルム社の手による、日中独の三国合作のテレビアニメーションである。
元々「タオタオ」は、1981年（昭和56年）3月に封切りされた日本と中国の合作（山田洋次原案監修、島村達雄監督、高橋健脚本、シュンマオ制作委員会、中国天津市工芸美術設計院）アニメ映画『シュンマオ物語 タオタオ』に登場したパンダであった。
最初は第1期のみ製作され、西ドイツで先行放送された。第2期は西ドイツでの放送が好評なのを受けて追加製作されている。
後に放送番組センター扱いで「パンダ親子の世界動物ばなし」と改題されて各局へ配信された。

## 放送

### 第1期
- 全26話
- 1983年10月7日 - 1984年3月30日　金曜日18:30 - 19:00　（テレビ大阪）
  - テレビ東京は、第20話までは1983年10月19日 - 1984年3月28日　水曜日16:30 - 17:00　第21 - 25話が1984年4月2日 - 6日　毎日16:30 - 17:00　第26話は未放送。

### 第2期
- 全26話
- 1984年10月9日 - 1985年4月9日　火曜日17:55 - 18:25　（テレビ大阪）
  - テレビ東京は、1985年4月13日 - 10月12日　土曜日7:00 - 7:30

### 放送局
テレビ大阪やテレビ東京・テレビ愛知とほぼ同時期に本作を放送したのは、以下の各局である。
- 秋田テレビ：月曜 - 金曜 7:30 - 8:00[1]
- 富山テレビ：土曜 8:00 - 8:30（1985年3月30日スタート）[2]
- びわ湖放送：木曜 19:30 - 20:00[3]
- 奈良テレビ
- 広島ホームテレビ　ほか

## 内容
子パンダのタオタオにその母親が、世界各地の名作や童話を語るという内容である。冒頭で母親パンダが物語を語り始め、様々な童話のシーンが流れる。
世界中の名作や民話の中から、子供達の情感・創造力・集中力を育てる話を厳選している。人間の親子間の日常の出来事を、子供の心を捉える親しみやすいパンダ親子に置き換えてストーリーが展開される。審査の厳しいヨーロッパ各国の国営放送にも推薦された番組であり、日本の他、世界10数ヵ国で放送され人気があったという。

## キャラクター
タオタオの母
声 - 中西妙子
キキ
声 - 松島みのり
タオタオ
声 - TARAKO
プルプル
声 - 中島千里
歌とおはなし
声 - しゅうさえこ
しゅうさえこは、1988年3月5日から1989年12月6日まで東芝EMIより『タオタオ絵本館』がビデオ（全25巻）として販売された際、テーマ曲の歌手と案内役として追加されている。この為、正確にはテレビ放送時のキャストではない。

## スタッフ
- 製作・プロデューサー：宮本一保（シュンマオ）、石黒武（テレビ大阪）
- 脚本監修：高橋健
- 制作主任：古谷愛子
- 制作デスク：神田修吉
- 脚本：高橋健、森田信子、八木俊亜、湯川俊、かがみおさむ、久保田圭司、入江とおる、首藤剛志、大塚汎、今泉俊昭、堀本卓、渡辺麻実、三宅直子、横堀昭三、北原卓
- チーフディレクター/美術監督：中原収一
- 絵コンテ・演出：大貫信夫、湯川高光、池上和彦、高山秀樹、神無誠、井上修、秦泉寺博、中原収一、田代文夫、大関雅幸、小取喜好、勝井千賀雄、落合正宗、箕ノ口克己、菊池一仁、望月敬一郎、浜津守、鹿島典夫、鈴木幸雄、近藤英輔、中村憲由、杉山卓、増田光昭、矢沢則夫、大野久
- 作画監督：穐山昇、須藤修一、熊川正雄、田中平八郎、石井邦幸、湯川高光、白川忠志、高木敏夫、昆進之介、富沢和雄、鈴木英二、元藤郁子、酒井一美、福田皖、藤井晨一
- 美術：下川忠海、下道一範、横瀬直人、天津市工芸美術設計院、後藤範行、中原和子、河本康孝、大吉光、中原収一
- 色指定：藤田弘美、赤塚浩子、細谷ふみ子、他
- 撮影：虫プロダクション、スタジオコスモス、珊瑚礁スタジオ、ティ・ニシムラ
- 編集：井上編集室
- 音楽：槌田靖識
- 音響監督：明田川進（マジックカプセル）
- 音響効果：石田秀憲、小林真二
- 録音調整：星一郎
- 録音スタジオ：アオイスタジオ
- 現像：東洋現像所
- タイトルデザイン：後藤範行
- キャスティング協力：青二プロダクション
- 制作進行：羽賀隆、小山信吾、塙和則、小山裕之、富山正大、他
- 制作協力：土田プロダクション
- 企画・制作：シュンマオ、テレビ大阪

## 主題歌

### 第1期
オープニングテーマ - 『あつまれば、友だち』
歌 - 久野美保 / 作詞 - 伊藤アキラ / 作曲 - 小林南 / 編曲 - 槌田靖識
エンディングテーマ - 『ふりむく季節』
歌 - 久野美保 / 作詞 - 伊藤アキラ / 作曲 - 小林南 / 編曲 - 槌田靖識
上記2曲を収録したEPは、ビクター音楽産業から発売された。

### 第2期
- オープニング、エンディングは第1期と同じ（歌い手も変更なし）。ただし歌手名は、ひさのみほに改めている。

### ビデオ
- オープニング・エンディングともテレビ放送とは変更され、『タオタオと仲間達』（歌・作詞・作曲 - しゅうさえこ）が起用されている。

## 各話リスト

### 第1期
| 話 | 放送日         | サブタイトル         | 脚本         | 絵コンテ   | 演出     | 作画監督          |
| -- | -------------- | -------------------- | ------------ | ---------- | -------- | ----------------- |
| 1  | 1983年 10月7日 | カラスの赤帽子       | 八木俊亜     | 大関雅幸   | 小取喜好 | 石井邦幸          |
| 2  | 10月14日       | ウサギのとんち       |              |            |          |                   |
| 3  | 10月21日       | 足のないヘビ         |              |            |          |                   |
| 4  | 10月28日       | いじわるガエル       |              |            |          |                   |
| 5  | 11月4日        | ワニの王様           |              |            |          |                   |
| 6  | 11月11日       | 動物の議会           | 久保田圭司   | 落合正宗   | 落合正宗 | 穐山昇            |
| 7  | 11月18日       | うぬぼれ白らくだ     |              |            |          |                   |
| 8  | 11月25日       | コウモリも楽じゃない |              |            |          |                   |
| 9  | 12月2日        | 着飾ったハゲタカ     |              |            |          |                   |
| 10 | 12月9日        | イノシシとハリネズミ |              |            |          |                   |
| 11 | 12月16日       | ネズミの求婚         |              |            |          |                   |
| 12 | 12月23日       | いつまでも風見鶏     | 湯川俊       | 杉山卓     | 杉山卓   | 藤井晨一 元藤郁子 |
| 13 | 12月30日       | サギとチョウの冒険   | 入江とおる   | 杉山卓     | 湯川高光 | 湯川高光          |
| 14 | 1984年 1月6日  | 鳥たちの楽園         | 湯川俊       | 勝井千賀雄 | 小取喜好 | 藤井晨一          |
| 15 | 1月13日        | 池の小魚 海へ行く    | 首藤剛志     | 田代文夫   | 田代文夫 | 須藤修一          |
| 16 | 1月20日        | 妖精の条件           |              |            |          |                   |
| 17 | 1月27日        | がんばれ子ブタ       | 湯川俊       | 大関雅幸   | 大関雅幸 | 須藤修一          |
| 18 | 2月3日         | 雨になったシマウマ   | 湯川俊       | 杉山卓     | 井上修   | 須藤修一          |
| 19 | 2月10日        | 虹の鳥               | 湯川俊       | 秦泉寺博   | 秦泉寺博 | 鈴木英二          |
| 20 | 2月17日        | 犬の欲ばりごっこ     | 久保田圭司   | 箕ノ口克己 | 大関雅幸 | 石井邦幸          |
| 21 | 2月24日        | おしゃべりガメ       | 八木俊亜     | 勝井千賀雄 | 小取喜好 | 石井邦幸          |
| 22 | 3月2日         | アヒルの変身         | かがみおさむ | 杉山卓     | 杉山卓   | 酒井一美          |
| 23 | 3月9日         | 北風と白フクロウ     | 高橋健       | 田代文夫   | 田代文夫 | 石井邦幸          |
| 24 | 3月16日        | ネコの計略           |              |            |          |                   |
| 25 | 3月23日        | 魚のお礼             |              |            |          |                   |
| 26 | 3月30日        | ホタルの不思議な木   |              |            |          |                   |

### 第2期
| 話 | 放送日         | サブタイトル           | 脚本 | 絵コンテ | 演出 | 作画監督 |
| -- | -------------- | ---------------------- | ---- | -------- | ---- | -------- |
| 27 | 1984年 10月9日 | カエルのお仲人さん     |      |          |      |          |
| 28 | 10月16日       | 田舎ネズミと都会ネズミ |      |          |      |          |
| 29 | 10月23日       | 野ネズミの友情         |      |          |      |          |
| 30 | 10月30日       | また逢えるねツバメくん |      |          |      |          |
| 31 | 11月8日        | 犬とネコの旅立ち       |      |          |      |          |
| 32 | 11月13日       | キツネに狙われたサギ   |      |          |      |          |
| 33 | 11月20日       | 牽牛と織姫             |      |          |      |          |
| 34 | 11月27日       | しっぽ自慢のウサギ     |      |          |      |          |
| 35 | 12月4日        | 12か月の精と小ジカ     |      |          |      |          |
| 36 | 12月11日       | 二人をこらしめたカメ   |      |          |      |          |
| 37 | 12月18日       | 目立ちたがりやのサル   |      |          |      |          |
| 38 | 12月25日       | 黄金の鳥とウサギ       |      |          |      |          |
| 39 | 1985年 1月9日  | リスが助けたお姫さま   |      |          |      |          |
| 40 | 1月16日        | カミキリ虫の願いごと   |      |          |      |          |
| 41 | 1月23日        | アリとバイオリン弾き   |      |          |      |          |
| 42 | 1月30日        | 太陽になりたかった犬   |      |          |      |          |
| 43 | 2月6日         | クマさんの小鳥さがし   |      |          |      |          |
| 44 | 2月13日        | 天国から落ちたクマ     |      |          |      |          |
| 45 | 2月20日        | トックとムーの仲なおり |      |          |      |          |
| 46 | 2月27日        | アライグマの知恵       |      |          |      |          |
| 47 | 3月5日         | クモの不思議な糸       |      |          |      |          |
| 48 | 3月12日        | ゆかいな動物バンド     |      |          |      |          |
| 49 | 3月19日        | ネズミの恩返し         |      |          |      |          |
| 50 | 3月26日        | 竜神とラッコ           |      |          |      |          |
| 51 | 4月2日         | コウノトリになった王様 |      |          |      |          |
| 52 | 4月9日         | 天の国の白い象         |      |          |      |          |

## その他
- ビデオは東芝EMIより1988年 - 1989年に全25巻、DVDはICFより2005年に全17巻で販売されている。作品の質、内容が優れており、文部省選定作品となっている。